# SN 2012bp
SN 2012bp – supernowa typu Ia, odkryta 24 marca 2012 roku w galaktyce A161812+3628. W momencie odkrycia, miała maksymalną jasność 15,5m.